# ケネス・ロフトン・ジュニア
ケネス・ウェイン・ロフトン・ジュニア（Kenneth Wayne Lofton Jr. , 2002年8月14日 - ）は、アメリカ合衆国テキサス州ポートアーサー出身のプロバスケットボール選手。CBAの上海シャークスに所属している。ポジションはパワーフォワードまたはセンター。

## 経歴

### ハイスクール
高校入学当初はガードとしてプレーしていたが、身長の伸びに伴いフォワードとしてプレーするようになった。4年目のシーズンに平均17得点・10リバウンドの成績を記録し、ルイジアナ工科大学へ進学した。

### カレッジ
1年目の2020-21シーズンは平均12.2得点・7.5リバウンドの成績を記録した。シーズン終了後に行われたFIBA U19バスケットボール・ワールドカップのアメリカ代表に選出され、フランスとの決勝では16得点を記録し優勝に貢献した。
2年目の2021-22シーズンは平均16.5得点・10.5リバウンドの成績を記録した。シーズン終了後に2022年のNBAドラフトへアーリーエントリーした。

### メンフィス・グリズリーズ
NBAドラフトでは指名はなく、2022年7月2日にメンフィス・グリズリーズとのツーウェイ契約に合意した。10月22日のダラス・マーベリックス戦でNBAデビューを果たし、4得点を記録したが、チームは96-137で敗れた。このシーズン、ロフトンはNBAGリーグ新人王を受賞し、その活躍が認められて2023年4月8日にグリズリーズとの複数年本契約に合意した。翌日のシーズン最終戦となるオクラホマシティ・サンダー戦で自身初となるスタメンとして出場し、キャリアハイとなる42得点、14リバウンドを記録し、スタメンデビュー戦で40得点・10リバウンド以上を記録したNBA史上初の選手（1970-71シーズン以来）となったが、チームは100-115で敗れた。
12月18日にグリズリーズから解雇された。

### フィラデルフィア・76ers
同月23日にフィラデルフィア・76ersとのツーウェイ契約に合意したが、3月1日に76ersから解雇された。

### ユタ・ジャズ
2024年3月11日にユタ・ジャズとの契約に合意したが、7月24日にジャズから解雇された。
8月15日にシカゴ・ブルズとの契約に合意したが、10月17日にブルズから解雇された。

### 上海シャークス
10月29日にCBAの上海シャークスとの契約に合意した。

## 個人成績

### NBA

#### レギュラーシーズン
| シーズン | チーム | GP | GS | MPG  | FG%  | 3P%  | FT%  | RPG | APG | SPG | BPG | PPG  |
| -------- | ------ | -- | -- | ---- | ---- | ---- | ---- | --- | --- | --- | --- | ---- |
| 2022–23  | MEM    | 24 | 1  | 7.3  | .527 | .353 | .593 | 2.1 | .8  | .2  | .1  | 5.0  |
| 2023–24  | MEM    | 15 | 0  | 6.6  | .378 | .300 | .533 | 1.0 | .9  | .2  | .2  | 2.6  |
| 2023–24  | PHI    | 2  | 0  | 4.4  | .167 | .000 | ---  | 1.5 | .0  | .0  | .0  | 1.0  |
| 2023–24  | UTA    | 4  | 0  | 22.7 | .600 | .333 | .818 | 5.0 | 4.8 | .8  | .5  | 13.8 |
| 通算     | 通算   | 45 | 1  | 8.3  | .497 | .317 | .623 | 2.0 | 1.2 | .2  | .2  | 4.8  |

#### プレーオフ
| シーズン | チーム | GP | GS | MPG | FG%  | 3P%  | FT%  | RPG | APG | SPG | BPG | PPG |
| -------- | ------ | -- | -- | --- | ---- | ---- | ---- | --- | --- | --- | --- | --- |
| 2023     | MEM    | 4  | 0  | 3.0 | .375 | .000 | .500 | .8  | .3  | .0  | .0  | 1.8 |
| 通算     | 通算   | 4  | 0  | 3.0 | .375 | .000 | .500 | .8  | .3  | .0  | .0  | 1.8 |

### カレッジ
| シーズン | チーム           | GP | GS | MPG  | FG%  | 3P%  | FT%  | RPG  | APG | SPG | BPG | PPG  |
| -------- | ---------------- | -- | -- | ---- | ---- | ---- | ---- | ---- | --- | --- | --- | ---- |
| 2020–21  | ルイジアナテック | 32 | 28 | 22.8 | .567 | ---  | .596 | 7.5  | 1.5 | 1.0 | .7  | 12.2 |
| 2021–22  | ルイジアナテック | 33 | 33 | 27.0 | .539 | .200 | .672 | 10.5 | 2.8 | 1.2 | .7  | 16.5 |
| 通算     | 通算             | 65 | 61 | 24.9 | .550 | .200 | .637 | 9.0  | 2.1 | 1.1 | .7  | 14.3 |

## 家族
元プロ野球選手のケニー・ロフトンと同姓同名だが、血縁関係はない。
父のケネスはアメリカ陸軍に所属し、アメリカ合衆国郵便公社で18年間勤務していた。
祖父のジーン・デュホンは元陸上選手で、オリンピックの選考会に参加したことがある。